# 东新街道 (湛江市)
东新街道，是中华人民共和国广东省湛江市霞山区下辖的一个乡镇级行政单位。

## 行政区划
东新街道下辖以下地区：
解放西社区、东新社区、椹川南社区、华联社区、东山村、社坛村、坛坡村和南山村。